# 基諾波利斯
基諾波利斯（英語：Cynopolis；希臘語：Κυνόπολις，意為“狗之城”）是古埃及兩個城市的希臘語地名。上基诺波利斯和下基诺波利斯這兩個城市都是基督教時代的主教轄區。

## 上基诺波利斯
| Aa18 · Z1 | kA | D53 | t · niwt |

| Aa18 · Z1 | kA | D53 | t · niwt |

| Aa18 · Z1 | kA · Z1 | D53 · E1 | niwt |

| Aa18 · Z1 | kA · Z1 | D53 · E1 | niwt |

基諾波利斯是上埃及的第十七行政區中的一个小城，古埃及语中称为Saka或Hardai，是阿努比斯崇拜的发源地。
據克劳克劳狄乌斯·托勒密所述，該城位於尼羅河的一個島上。現代居民点El Kays現在坐落在這個城市的旧址上。基諾波利斯的行政區分布在尼羅河的兩岸。在對岸的Hamatha附近發現了一個埋葬了许多狗的墓地。
基諾波利斯在拉美西斯十一世統治期間被努比亞的副王皮涅赫西摧毀，倖存者被奴役。
在埃及皈依基督教后，这里设立了主教区，后来在伊斯蘭教時期逐渐没落。1933年，基诺波利斯作為拉丁天主教领衔主教区在名义上恢復。它被命名為“埃及的基诺波利斯”（Cynopolis in Aegypto）。

## 下基诺波利斯
下基諾波利斯位於下埃及尼罗河三角洲的Busirite行政區，現代称为Meniet ebn Kasib。它是俄克喜林庫斯的附屬主教區，俄克喜林庫斯是阿卡迪亞埃及省的大主教區和省會。該主教區於1922年被名義上恢復，名為基诺波利斯。1933年，主教席位的名稱更改為“阿卡迪亚的基诺波利斯”（Cynopolis in Arcadia）。